# 胡尔达 (以色列)

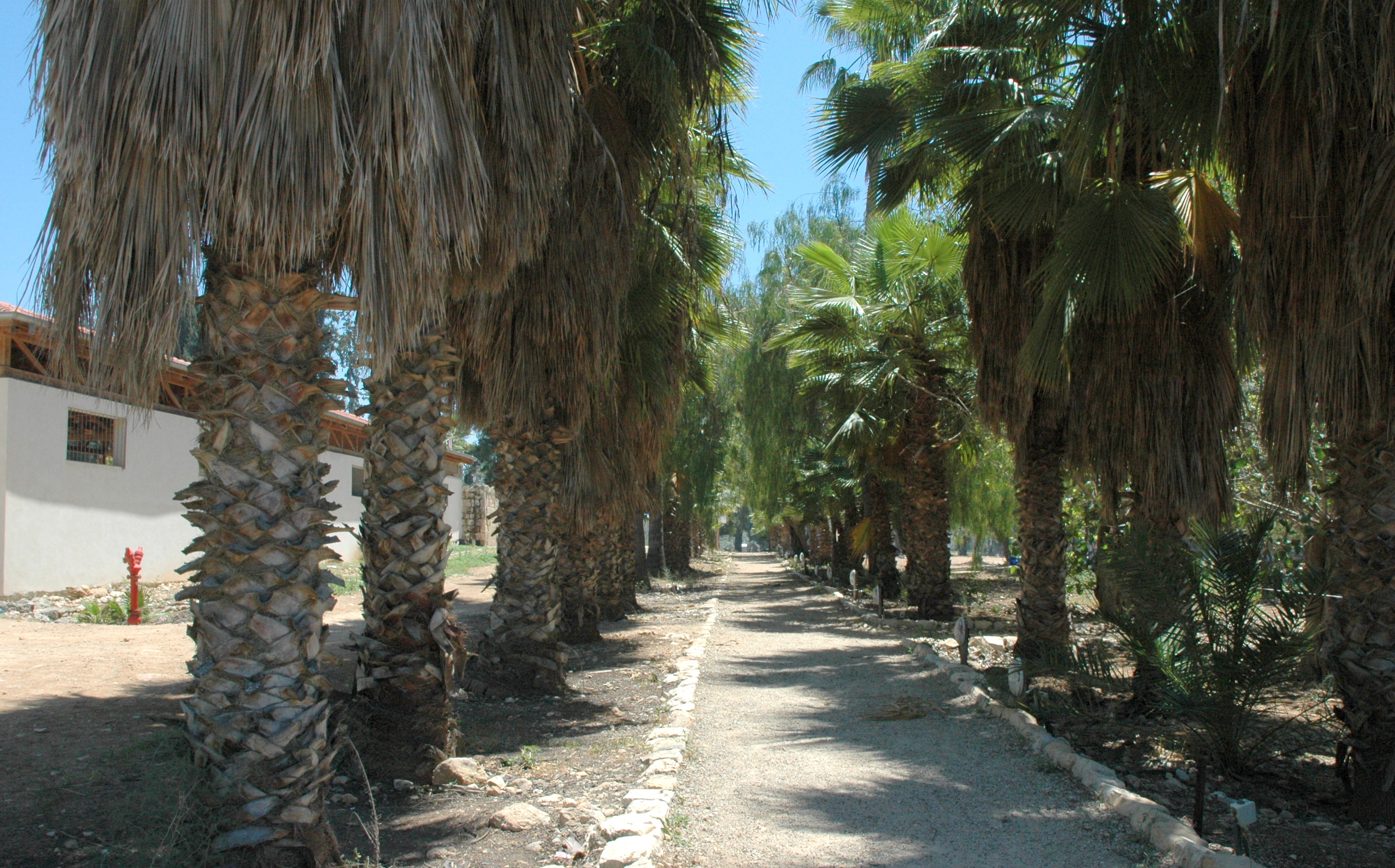
胡尔达

胡尔达（希伯來語：חֻלְדָּה）是位于以色列中部示非拉的一个基布兹。 2022年，胡尔达的人口为1,169。以色列作家阿摩司·奥兹曾長期在當地定居。 
當地有一個占地超过 1,200杜纳亩的葡萄园，是以色列最大的葡萄园。當地還有一家成立于1975年、專門從事生產变压器和电源的企業。